# Bone Mizell
Morgan Bonaparte "Bone" Mizell (1863–1921) était un éleveur de bétail, et l'un des premiers pionniers de la Floride connus sous le nom de crackers. Mizell était connu pour ses frasques, il était considéré comme un amuseur et un gros buveur,. Il avait une stature impressionnante, mesurant six pieds (1,83 mètre) de haut avec un "menton saillant" et un "nez en forme de faucon". Frederic Remington l'a représenté dans son tableau de 1895 A Cracker Cowboy.

## Lectures complémentaires
- Jim Bob Tinsley, Florida Cow Hunter: The Life and Times of Bone Mizell, University of Central Florida Press, 1990 (ISBN 978-0-8130-0985-8, lire en ligne)